# Платонов, Константин Константинович
Константи́н Константи́нович Плато́нов (7 июня 1906 — 5 октября 1984) — советский психолог, доктор психологических наук и доктор медицинских наук, профессор. Внук психиатра Ивана Яковлевича Платонова и сын гипнотерапевта Константина Ивановича Платонова. Заслуженный деятель науки РСФСР. Автор более 300 публикаций, переведенных на 21 язык («Человек в полёте», «Психология летного труда», «Проблема способностей», «О системе психологии», «Психология религии», «Занимательная психология», «Система психологии и теория отражения», «О системе психологии», «Краткий словарь системы психологических понятий», «Краткий психологический словарь-хрестоматия» и др.).

## Биография
Родился 7 июня 1906 года.
В 1924 году окончил Харьковский медицинский институт, после окончания которого работал в Харьковском институте распространения естествознания, после — в Украинском психоневрологическом институте.
В 1930-х годах работал на Горьковском автомобильном и Челябинском тракторном заводах, разрабатывая методы повышения производительности труда.

## Некоторые из публикаций
- Совм. с Л. Шварцем. Очерки психологии для лётчиков. — М.: Воениздат, 1948. — 192 с.
- Психология религии: Факты и мысли. — М.: Политиздат, 1967. — 239 с. — 75 000 экз.
- Мои личные встречи на великой дороге жизни (Воспоминания старого психолога). — М.: Институт психологии РАН, 2005. — 310 с. — (Выдающиеся учёные Института психологии РАН). — 500 экз. — ISBN 5-9270-0055-X.